# Henrique Fontes
Henrique da Silva Fontes (Itajaí, 15 de março de 1885 — Florianópolis, 22 de março de 1966) foi um advogado, educador e político brasileiro.

## Vida
Filho do comerciante e industrial Manoel Antônio Fontes, natural de Horta, Ilha do Faial, e de Ana da Silva Fontes, natural do Estreito quando este pertencia a São José. Irmão do Cônego Tomás Fontes. Seu filho, Paulo de Tarso da Luz Fontes, foi prefeito de Florianópolis.
Em 1910, passou a residir em Florianópolis, lecionando no então Gynasio Catharinense (atual Colégio Catarinense). Foi bacharel em direito pela Faculdade de Direito da Universidade Federal do Paraná, em 1927. Tornou-se juiz federal e desembargador. Foi secretário da Fazenda, Viação, Obras Públicas e Agricultura no governo Adolfo Konder.
Henrique da Silva Fontes foi o fundador da Faculdade de Filosofia, Ciências e Letras, atualmente Centro de Comunicação e Expressão da Universidade Federal de Santa Catarina, além de ter sido o idealizador da Cidade Universitária da UFSC na Trindade, em Florianópolis.
Foi membro fundador da cadeira 18 na Academia Catarinense de Letras, da qual é patrono João Silveira de Sousa.
Morreu em 22 de março de 1966 no Hospital de Caridade, em Florianópolis. Foi sepultado no Cemitério São Francisco de Assis.

## Representação na cultura
- Escola de Educação Básica Henrique Fontes, Tubarão
- Escola Professor Henrique da Silva Fontes, Rio do Sul
- Escola Professor Henrique da Silva Fontes, Itajaí
- Avenida Professor Henrique da Silva Fontes, Florianópolis
- Centro Integrado de Cultura Professor Henrique da Silva Fontes (CIC), Florianópolis
- É presidente perpétuo do Instituto Histórico e Geográfico de Santa Catarina[5]
- É patrono da cadeira 15 da Academia de Letras de Biguaçu, cuja fundadora foi Arlete Carminetti Zago.
- É patrono da cadeira 20 da Academia Josefense de Letras

## Obras
Além dos cinco livros didáticos incluídos na Série Fontes, publicou:
1. A nova ortografia, 1931
2. Prontuário ortográfico e prosódico, 1932
3. Empréstimo americano, estudo matemático, 1933
4. O conselheiro José Mascarenhas Pacheco Pereira Coelho de Melo, 1938
5. Lacerda Coutinho, biografia e crítica literária, 1943
6. Estudinhos antroponímicos, filologia, 1ª série, 1944; 2ª série, 1949
7. Projeto de consolidação da legislação de terras do Estado de Santa Catarina, 1947
8. Digressões antroponímicas, filologia, 1951
9. A nossa geração e a Justiça Social, discurso, 1951
10. O empréstimo a juros desde as Ordenações do Reino até a atual legislação brasileira, 1954
11. A Beata Joana Gomes de Gusmão, biografia, 1954
12. Da importância dos nomes de pessoas para estudos de Psicologia Social, 1955
13. A Faculdade de Direito de Santa Catarina e seus primeiros tempos, conferência, 1957
14. O Irmão Joaquim, apóstolo do Santíssimo Sacramento,1955
15. O Irmão Joaquim, o Vicente de Paulo brasileiro, biografia, 1958
16. Nomes germânicos de mulheres, filologia, 1959
17. Primórdios e primícias, duas alocuções, 1959
18. Pensamentos, palavras e obras. Da Faculdade Catarinense de Filosofia. Primeiro caderno, discursos e ensaios, 1960.
19. o nosso Cruz e Sousa, discurso, 1961
20. Temas catarinenses, ensaios, 1962
21. Pensamentos, palavras e obras. Da Cidade Universitária. Segundo caderno, discursos e ensaios, 1953
22. Pensamentos, palavras e obras. De Itajaí. Terceiro caderno, discursos e ensaios, 1963
23. José Arthur Boiteux, patriarca do ensino superior, artigo, 1965
24. A Irmandade do Senhor dos Passos e o seu Hospital, e Aqueles que os Fundaram. Edição do Autor: Florianópolis, 1965